# Espacio subaracnoideo
El espacio subaracnoideo o espacio leptomeníngeo se encuentra situado entre la aracnoides y la piamadre. Es un espacio anatómico y fisiológico perteneciente al sistema nervioso central por el cual circula líquido cefalorraquídeo.
Es fino debido a la adherencia de estas dos capas. Está tabicado por cordones aracnoidales y contiene líquido cefalorraquídeo, estructuras vasculares y nerviosas. En ciertas partes, la aracnoides está separada de la piamadre por amplios espacios tabicados comunicados libremente entre sí, cisternas subaracnoideas.

## Cisternas subaracnoideas

### Anterosuperiores
- Cisterna supraselar: Se encuentra en la línea media, por encima del diafragma selar. Es un espacio donde confluyen varias cisternas cercanas al quiasma óptico. La membrana de Liliequist es una formación aracnoidal incompleta y de grosor variable que se extiende desde el dorso de la silla turca a los tubérculos mamilares y el hipotálamo, y la separa de la cisterna interpeduncular.
- Cisterna de la lámina terminal: Es una extensión medial y posterior de la cisterna supraselar que se extiende sobre la porción anterior del tercer ventrículo. En su interior se encuentra la primera porción de las arterias cerebrales anteriores, la arteria comunicante anterior y ramas perforantes que nacen de ellas.
- Cisterna pericallosa: Sigue al cuerpo calloso incurvándose alrededor del pico, la rodilla, cuerpo y rodete. Es una cisterna de escaso volumen, dispuesta longitudinalmente, que está en relación con la cisura longitudinal y contiene la arteria cerebral anterior.
- Cisternas paraselares: Se encuentran como una extensión hacia fuera de la cisterna supraselar.
- Cisternas laterales o Silvianas: dos espacios que se extienden hacia atrás y afuera de la cisterna paraselar.

### Posteroinferiores
- Cisterna magna o cerebelobulbar posterior: Se encuentra debajo del cerebelo y detrás del bulbo, siendo el espacio subaracnoideo de mayor tamaño; y a ello debe su nombre.
- Cisterna bulbar: Es el espacio aracnoidal que rodea al bulbo. Esta en continuación con la cisterna magna posteriormente y con el espacio subaracnoideo peritroncal.
- Cisterna pontina: Posee una porción central y dos laterales o recesos pontocerebelosos laterales.
- Cisterna cuadrigeminal o de la Vena Cerebral Magna: Es un espacio subaracnoideo amplio que está en relación con los tubérculos cuadrigéminos, la glándula pineal y los recesos posteriores del tercer ventrículo. Contiene parte de la gran vena cerebral de Galeno y el origen aparente y trayecto inicial del nervio patético. La parte inicial del nervio corre a través de la extensión caudal de la cisterna cuadrigeminal en relación con la arteria cerebelosa superior.
- Cisterna ístmica o circunmesencefálica: Se reconocen tres sectores
  - Cisterna intercrural: Espacio que se encuentra por delante y entre ambos pies pedunculares.
  - Cisterna interpeduncular (crural): Limita hacia delante con el dorso selar, el infundíbulo y el quiasma óptico. La membrana de Liliequist la separa en forma incompleta de la cisterna supraselar.
  - Cisternas perimesencefálicas (peripepeduncular, ambiens): Se continúan hacia adentro y ligeramente hacia delante con la cisterna interpeduncular.
- Espacio retrotalámico o alas de la cisterna ambiens: Se relaciona a los lados y ligeramente hacia delante con el pulvinar del tálamo. Se extiende sobre el tálamo y debajo del fórnix hasta el foramen interventricular
- Cisterna del velo interpositum: Extensión superior que se comunica con la región posterior del tercer ventrículo.